# Ketotifen
Ketotifenul este un antihistaminic H1 din clasa compușilor triciclici, de generația 2, fiind utilizat în tratamentul alergiilor, precum rinita alergică și reacțiile alergice cutanate. De asemenea, este utilizat pentru prevenirea crizelor de astm sau anafilaxiei, acționând ca inhibitor al degranulării mastocitelor. Poate fi utilizat oral, dar și la nivel oftalmic, pentru tratamentul conjunctivitei alergice.
Molecula a fost patentată în 1970 și a fost aprobată pentru uz medical în 1976.

## Utilizări medicale
Ketotifenul este utilizat ca tratament în următoarele situații:
- Astm bronșic, profilaxie, toate formele
- Bronșită alergică, dispnee respiratorie asociată febrei de fân
- Conjunctivită alergică (tratament local)
- Rinită alergică
- Urticarie și alte reacții alergice cutanate

## Reacții adverse
Este un antihistaminic H1 de generația 2, dar poate produce sedare și somnolență.